# プレドニゾン

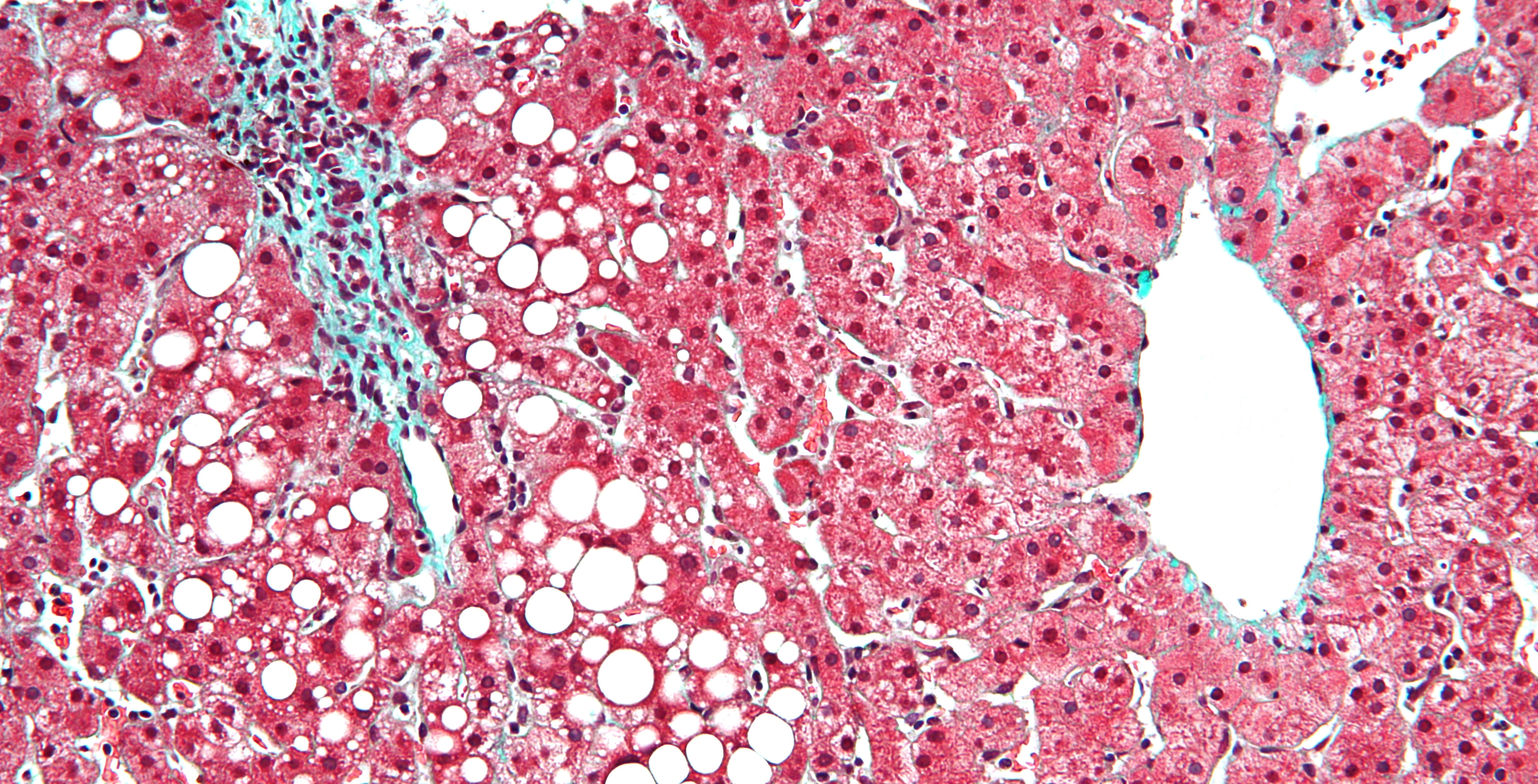
プレドニゾン長期連用後の脂肪肝の顕微鏡写真。三色染色。

プレドニゾン（Prednisone）は免疫抑制作用を持つ合成副腎皮質ホルモン剤である。一部の炎症性疾患（中等度のアレルギー反応等）の治療に用いられるほか、高用量で癌の治療に用いられることもあるが、副作用が多い。免疫系を抑制するため、患者は易感染性となる。
プレドニゾンはそれ自身では作用を持たず、肝臓でプレドニゾロンに代謝（C環のケトンが水酸基に変化）されて活性を示す。

## 適応
プレドニゾンは様々な疾患に用いられる。喘息、COPD、CIDP、リウマチ性疾患、アレルギー疾患、潰瘍性大腸炎、クローン病、副腎不全、癌性高カルシウム血症、甲状腺炎、喉頭炎、重症結核、蕁麻疹（皮疹）、脂質性肺炎、心膜炎、多発性硬化症、ネフローゼ症候群、狼瘡（全身性エリテマトーデス）、重症筋無力症、漆かぶれ、ぶどう膜炎、メニエール病、臓器移植時の拒絶反応防止レジメンの一部、片頭痛、群発頭痛、重症口内炎等である。
プレドニゾンはそのほか、抗悪性腫瘍薬としても用いられる。急性リンパ性白血病、非ホジキンリンパ腫、ホジキンリンパ腫、多発性骨髄腫、その他ホルモン感受性腫瘍に、他の抗がん剤と組み合わせて用いられる。サルコイドーシスの治療にも使われる。
プレドニゾンは梅毒治療中等に起こるヤーリッシュ・ヘルクスハイマー反応の抑制にも適用され、またデュシェンヌ型筋ジストロフィーの進行抑止にも使われる。症状の進行阻止の作用機序は判っていない。副腎を抑制する事から、先天性副腎過形成症の治療にも用いられる。
プレドニゾンの腎臓での利尿作用は、特にループ系利尿薬多量投与に不応性の非代償性心不全の治療に活用することもできる。糖質コルチコイドとしてのプレドニンの作用機序は、心房性ナトリウム利尿ペプチドに対する腎の反応性向上、すなわち腎臓内部の髄質集合管でのA型ナトリウム利尿ペプチド受容体の発現増加によると説明できる。

## 副作用
短期的な副作用として挙げられる物は、他のステロイド同様、血糖増加（特に糖尿病患者あるいはタクロリムス等の血糖上昇作用のある薬物を服用中の患者に注意）ならびに体液貯留等の鉱質コルチコイド作用である。プレドニゾンの鉱質コルチコイド作用は弱く、副腎機能不全には用いられない。
うつ病、抑うつ症状、不安の原因となることもある。
長期投与時の副作用として挙げられる物は、クッシング症候群、認知症様症状、中心性肥満、骨粗鬆症、緑内障、白内障、2型糖尿病等である。急な減量または中止は抑うつ症状を誘発し得る。

### 頻度の高い副作用[14]
- 血糖上昇
- 感情抑制困難
- 思考過程の混乱
- 体重増加
- 免疫抑制
- 満月様顔貌（重篤）
- うつ病、躁病、精神病、その他精神症状
- 極度の疲労感または虚弱
- 精神錯乱、決断不能
- 不安
- 記憶障害、注意障害（ステロイド性認知症様症状）
- 霞目
- 腹痛
- 消化性潰瘍
- 股関節痛、肩痛、重症関節痛
- ステロイド誘発性骨粗鬆症
- 線状皮膚萎縮症
- 骨壊死
- 不眠症
- 白内障、緑内障
- 黒色便
- 腹痛 or 腹部膨満感
- 重症腫脹
- 口内痛、ドライマウス
- 無血管性壊死
- 脂肪肝

### 頻度の低い副作用[14]
- 神経過敏
- 面皰
- 潮紅
- 食欲亢進
- 活動過多
- 口渇
- 多尿
- 下痢
- 腸内細菌減少
- 下肢痛、腓返り
- 歯の知覚過敏

### 依存性
副腎抑制はプレドニゾンを7日以上服用すると発現する。体内でのコルチコステロイド（特にコルチゾール）合成能を一時的に喪失するためである。そのため、プレドニゾンを7日間以上投与した後に投与中止する時は、漸減すべきである。漸減には数日を掛けるべきで、長期投与の患者の場合は週・月単位の時間を要する。突然投与を中止すると、アジソン症状を呈する。長期治療の患者に対しては、隔日投与をする事によって副腎機能を保護し、副作用を低減できる。
糖質コルチコイドは、視床下部および脳下垂体前葉に負のフィードバックを掛け、それぞれ副腎皮質刺激ホルモン放出ホルモン（CRH）と副腎皮質刺激ホルモン（ACTH）を減少させる。これによりプレドニゾン等の糖質コルチコイド類縁物質は、体内の糖質コルチコイドの生成を抑制する。この機序により短期間に依存が形成され、投与中止時に危険が生ずる。体内でCRHとACTHの合成が再開されて副腎機能が回復するためには時間を要する。

### 投与中止
コルチコステロイド投与中止時の投与量の漸減法は、患者毎に疾患の再燃可能性、投与期間等によって個別に決定する。段階的なコルチコステロイド全身投与の終了に当たっては、下記の各項目を考慮する。
- 40mg/日（相当）以上または1週間以上の投薬
- 夕刻の服用
- 3週間以上の治療
- 直近の繰り返し投与歴（特に3週間以上）
- 直近1年以内に長期治療を中止してステロイドを短期間投与した場合
- 他の副腎抑制の可能性

疾患増悪の可能性が低く、投与が3週間以内であり、患者が上記に該当しない場合は即座に中止して良い。
コルチコステロイド投与中止期間中は、速やかに生理学的濃度まで減量（プレドニゾロン7.5mg/日相当）し、その後緩やかに減量する。疾患が再燃しないよう注意して観察する必要がある。

## 工業用途

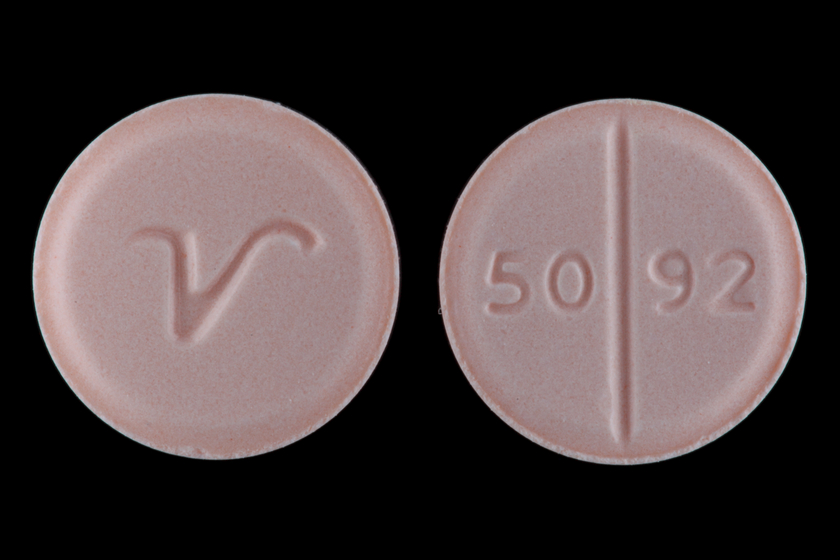
プレドニゾン20mg錠

米国薬局方（USP）で溶出試験の稼働性能確認試験（Performance Verification Test）にプレドニゾン標準製剤が用いられる。

## 歴史
プレドニゾンおよびプレドニゾロンの最初の単離と構造決定は1950年になされた。コルチゾンがCorynebacterium simplex により酸化されてプレドニゾンになったのである。同様のプロセスで、プレドニゾロンからヒドロコルチゾンが生成した。
これらの化合物の鉱質コルチコイド作用が増強されていることがマウスを使った実験で確かめられた。
プレドニゾンおよびプレドニゾロンはそれぞれMeticortenおよびDelta-Cortefとして米国で販売された。現在は米国では多数のジェネリック薬が入手可能である。